# Jörg Breiding

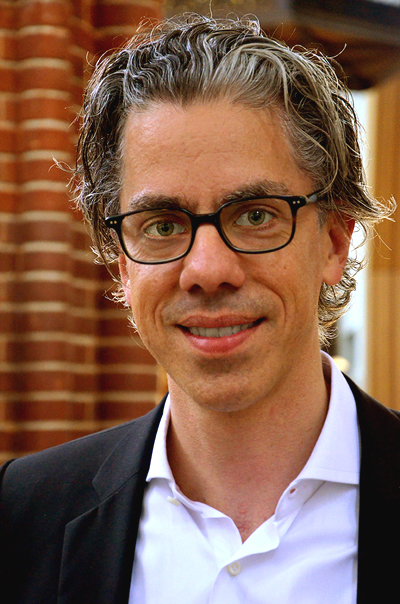
Jörg Breiding

Jörg Breiding (* 1972 in Hannover) ist ein deutscher Chorleiter, Hochschullehrer und seit 2002 Leiter des Knabenchores Hannover.

## Leben
Jörg Breiding studierte an der Hochschule für Musik, Theater und Medien Hannover Schulmusik, Gesangspädagogik und Germanistik. Seine dirigentische Ausbildung an der hannoverschen Musikhochschule ergänzte er durch Unterricht in Chor- und Orchesterdirigieren bei Gerd Müller-Lorenz (Lübeck) und Heinz Hennig (Hannover).
Im Anschluss an eine einjährige Tätigkeit als Assistent von Chorgründer Heinz Hennig übernahm er im Januar 2002 von ihm die Leitung des Knabenchores Hannover.
Von 1998 bis 2005 unterrichtete Jörg Breiding als Lehrbeauftragter für Chorleitung an der Musikhochschule Lübeck. Seit 2005 setzt er seine Dozententätigkeit als Professor für „Dirigieren/Chorleitung“ an der Folkwang Universität der Künste in Essen fort. Dort gründete und leitet er den Folkwang Konzertchor und das Folkwang Vokalensemble.
Bei nationalen und internationalen Konzertreihen und Festivals konzertierte Jörg Breiding unter anderem mit namhaften Ensembles wie der Himlischen Cantorey, Concerto Palatino, London Brass, dem Barockorchester L’Arco, der Hannoverschen Hofkapelle, dem Leipziger Barockorchester, Musica Alta Ripa, dem Johann-Rosenmüller-Ensemble Leipzig, dem Ensemble Resonanz, der NDR Radiophilharmonie Hannover, Mitgliedern des Niedersächsischen Staatsorchesters und den Nürnberger Symphonikern.
Rundfunkproduktionen für den NDR, WDR und MDR sowie zahlreiche CD-Einspielungen dokumentieren die Arbeit des Dirigenten auch auf dem medialen Sektor. Die Welt-Ersteinspielung „Verleih uns Frieden – Geistliche Vokalmusik von Andreas Hammerschmidt“ (Rondeau Production, 2006) und die CD „Glaubenslieder – Neue Kantaten zum Kirchenjahr“ (Rondeau Production, 2010) u. a. mit dem Knabenchor Hannover unter Jörg Breidings Leitung wurden jeweils als Chorwerkeinspielung des Jahres mit dem ECHO Klassik ausgezeichnet.

## Diskografie (Auswahl)
- Andreas Hammerschmidt – Verleih uns Frieden. Rondeau Production, Leipzig 2005
- John Rutter – Magnificat, Bruder Heinrichs Weihnachten. Rondeau Production, Leipzig 2007
- Actus tragicus – Kantaten und Motetten auf dem Weg zu Johann Sebastian Bach. Rondeau Production, Leipzig 2008
- Dietrich Buxtehude – Membra Jesu Nostri. Rondeau Production, Leipzig 2008
- Glaubenslieder – Neue Kantaten zum Kirchenjahr. Rondeau Production, Leipzig 2009
- Michael Praetorius – Michaelisvesper. Rondeau Production, Leipzig 2009
- Harald Weiss – Requiem. Rondeau Production, Leipzig 2010
- Gloria in excelsis Deo – Advents- und Weihnachtslieder mit dem Knabenchor Hannover mit Sätze von Siegfried Strohbach. Rondeau Production, Leipzig 2012
- Knabenchor Hannover – Portrait-CD. Rondeau Production, Leipzig 2012
- Folkwang Vokal – Vokalmusik vom frühen Mittelalter bis zur Gegenwart. Folkwang CD Edition, Essen 2012
- Christmas Carols – Festliche Musik zur Weihnachtszeit. Rondeau Production, Leipzig 2014
- Johann Sebastian Bach – Markuspassion (BWV 247). Rekonstruktion von Simon Heighes (1995). Rondeau Production, Leipzig 2014
- Johann Rosenmüller – Marienvesper. Rondeau Production, Leipzig 2015